# Black Annis
Black Annis, auch Black Agnes, ist ein Schreckgespenst der britischen Volkserzählungen, das auf keltischen Ursprung zurückzuführen ist.

## Legende
Black Annis wird als blaugesichtiges altes Weib mit eisenharten Klauen und einer Vorliebe für menschliches, besonders aber Kinderfleisch beschrieben. Auch als Katze soll sie gesehen worden sein. Ganz besonders soll sie in Leicestershire umgehen, wo sie in einer Höhle der Dane Hills lebt, einer Region westlich der Stadt Leicester. Der Eingang zu ihrer Wohnhöhle, die Black Annis Bower („Black Annis’ Laube“) genannt wird, ist an einer uralten Eiche erkennbar. Mit ihren Eisenkrallen hat sie sich die Höhle selber gegraben. Die Legende dieser Höhle wurde schon im 18. Jahrhundert erstmals schriftlich festgehalten.
In der Nacht streift sie auf der Suche nach ahnungslosen Kindern und Lämmern herum, die sie mit den Krallen zerfetzt und frisst, ihre Haut in die Bäume hängt und später an ihrem Gürtel trägt. Auch soll sie in Häuser eindringen, um dort Beute zu machen. Die Figur der Black Annis wird deshalb von Eltern als Drohgespenst verwendet, um unfolgsame Kinder zum Gehorsam zu bringen.
Eine Ähnlichkeit mit der walisischen Gwrach, der schottischen Gentle Annie und den irischen Sagenfiguren der Anu, Danu, Banshee und Cailleach ist gegeben. Ein sprachlicher Zusammenhang mit Annea, einer antiken gallischen Muttergottheit, ist ebenfalls möglich.
Der Historiker Ronald Hutton (* 1954) vermutet allerdings eine reale Person hinter der Sage, nämlich Agnes Scott, eine mittelalterliche Einsiedlerin und Dominikanerinnen-Nonne aus den Dane Hills, die in der Zeit der Glorious Revolution als Hexe umgedeutet wurde.
Rezipiert wurde die Figur der „Black Annis“ unter anderem in der belletristischen Literatur, so als Figur in der Buchreihe Die Geheimnisse des Nicholas Flamel.